# Longsdorf
Longsdorf (luxemburgisch Longsdrefⓘ) ist eine Ortschaft in der Gemeinde Tandel im Kanton Vianden in Luxemburg.

## Lage
Longsdorf liegt an der CR 354, die im Norden nach Fuhren und im Süden nach Seltz führt.

## Allgemeines
Longsdorf ist ein kleiner, ländlich geprägter Ort. Mitten durch das Dorf fließt der Bach Ramgriecht, ein Zufluss zur Blees. Die Markuskapelle gehört zur Pfarre Fuhren und wurde im 16. Jahrhundert erbaut.